# Princesa Rebelde
Princesa Rebelde traducida en inglés (Shang Yang Fu) Monarch Industry (chino:上陽賦; pinyin: Shàngyáng Fù, también apodada The Rebel Princess) es un drama de ficción chino de 2021. Este drama es una adaptación de la novela Di Wang Ye de MeiYuZhe y está protagonizado por Zhang Ziyi, Zhou Yiwei, Tony Yang, Kara Wai y Angie Chiu.
El drama se filmó entre febrero y noviembre de 2018. Comenzó a transmitirse en Changsha News Channel el 8 de enero de 2021 y en Youku el 9 de enero de 2021.

## Sinopsis
La historia se desarrolla en la dinastía Cheng ficticia que involucra a la familia imperial Ma y los clanes nobles; Clan Wang de Langya y clan Xie de Chen. La familia real cuenta con el apoyo de los clanes Wang y Xie durante generaciones, lo que da como resultado enfrentamientos recurrentes por el poder sin tener en cuenta el bienestar de la gente común. Wang Xuan (interpretado por Zhang Ziyi) y su primer amor, el tercer príncipe, Ma Zitan (interpretado por Tony Yang), son novios de la infancia que están locamente enamorados. Desean casarse, pero se enfrentan a múltiples contratiempos debido a una profecía que dice: "Adquirir una dama del clan Wang es obtener el mundo".
Wang Xuan finalmente es obligado a casarse con un consumado general de la clase campesina, Xiao Qi (interpretado por Zhou Yiwei), a quien se le otorgó el título de Príncipe de Yuzhang. Xiao Qi es muy consciente de que está al mando de 200.000 soldados de Ningshuo y corre el riesgo de convertirse en un peón en la lucha por el poder. Toma una medida extrema para evitar esto y sale precipitadamente de la capital en medio del banquete de bodas, dejando a Wang Xuan avergonzado, desanimado e insultado. Los dos se separaron debido al comienzo incómodo de su matrimonio en medio de la creciente agitación política. Wang Xuan finalmente se conmueve por la ambición de Xiao Qi de traer paz y prosperidad a la gente común. Finalmente decide aceptar a Xiao Qi, quien le brinda la libertad a la que está acostumbrada a medida que descubre su propia vocación y aprende a lidiar con su prestigiosa pero complicada familia, madurando hasta convertirse en una dama por derecho propio. Se enamoran gradualmente mientras superan varias identidades/roles/responsabilidades en conflicto, dilemas éticos y esquemas políticos para crear una nueva era de estabilidad.

## Elenco
| Principal  | Personajes |
| ---------- | --- |
| Zhang Ziyi | Wang Xuan (A'Wu), princesa Shangyang → la princesa consorte de Yuzhang. La hija de Wang Lin y la princesa Jinmin. |
| Zhou Yiwei | Xiao Qi, el general del ejército de Ningshuo → el príncipe de Yuzhang → el príncipe regente                       |
| Tony Yang  | Ma Zitan, el tercer príncipe → el Príncipe de Anpin (El tercer hijo del Emperador por Noble Consort Xie)          |

| Secundarios | Personajes |
| ----------- | --- |
| Heidi Wang  | Difunta emperatriz viuda Xiaomu                                                                                 |
| Jiang Kai   | Ma Yao, el Emperador                                                                                            |
| Shi Ke      | Wang Huanxi, la emperatriz → la emperatriz viuda (La hermana menor de Wang Lin; la madre del príncipe heredero) |
| Kara Wai    | Noble consorte Xie (La hermana menor de Xie Yuan; la madre de Zitan)                                            |

| El clan Wang de Langya | Personajes |
| ---------------------- | --- |
| Yu Hewei               | Wang Lin, el duque de Jing; el primer ministro                                                                                  |
| Zhang Xingzhe          | Wang Xu (El hermano menor de Wang Lin)                                                                                          |
| Angie Chiu             | Ma Jinruo, Princesa Jinmin (La hermana menor del Emperador; la esposa de Wang Lin; la madre de Wang Su y la princesa Shangyang) |
| Jia Yiping             | Wang Su, el heredero del Duque de Jing → el Príncipe de Jiangxia (El hijo de Wang Lin y la princesa Jinmin).                    |
| Chen Jinru             | Princesa Huan Mi, la heredera consorte de Jing (La hija de Huan Changde; esposa de Wang Su)                                     |
| Ceng Yixuan            | Wang Qian (Primo de Wang Xuan)                                                                                                  |
| Liu Yun                | Su Jin'er , sirvienta de la princesa Shangyang → Noble consorte                                                                 |
| Sui Yuan               | Xiao Yuxiu, la doncella de la princesa Shangyang → la condesa de Suyi                                                           |
| Cao Jun                | Pang Gui , líder de los guardias encubiertos del clan Wang que es leal a Wang Xuan.                                             |

| La Corte Imperial | Personajes                                                                  |
| ----------------- | --------------------------------------------------------------------------- |
| Jiang Tao         | Marqués Xie Yuan                                                            |
| Zheng Wang        | Wen Zongshen                                                                |
| Li Jianxin        | Huan Changde, el duque de Jingyuan                                          |
| Liu Duanduan      | Song Huai'en, un teniente del Ejército de Ningshuo → el Conde de Suyi       |
| Hou Xiao          | Hu Guanglie, teniente del ejército de Ningshuo                              |
| Hai Ling          | Hu Yao, teniente del ejército de Ningshuo (La hermana menor de Hu Guanglie) |
| Peng Bo           | Tang Jing, teniente del ejército de Ningshuo                                |
| Li Yuxuan         | Mu Lian                                                                     |

## Recepción crítica
El drama fue muy esperado ya que fue la primera incursión de Zhang Ziyi en los dramas televisivos.  Los internautas chinos criticaron que Zhang, que tenía 38 años durante la producción, estaba interpretando a una persona de 16 años al comienzo del programa.
La serie se emitió en el canal E.Extra de Sudáfrica en doblaje al inglés. Estaciones de televisión estadounidenses, en ciudades como San Francisco  y Seattle.